# Johann Knauth (Architekt)

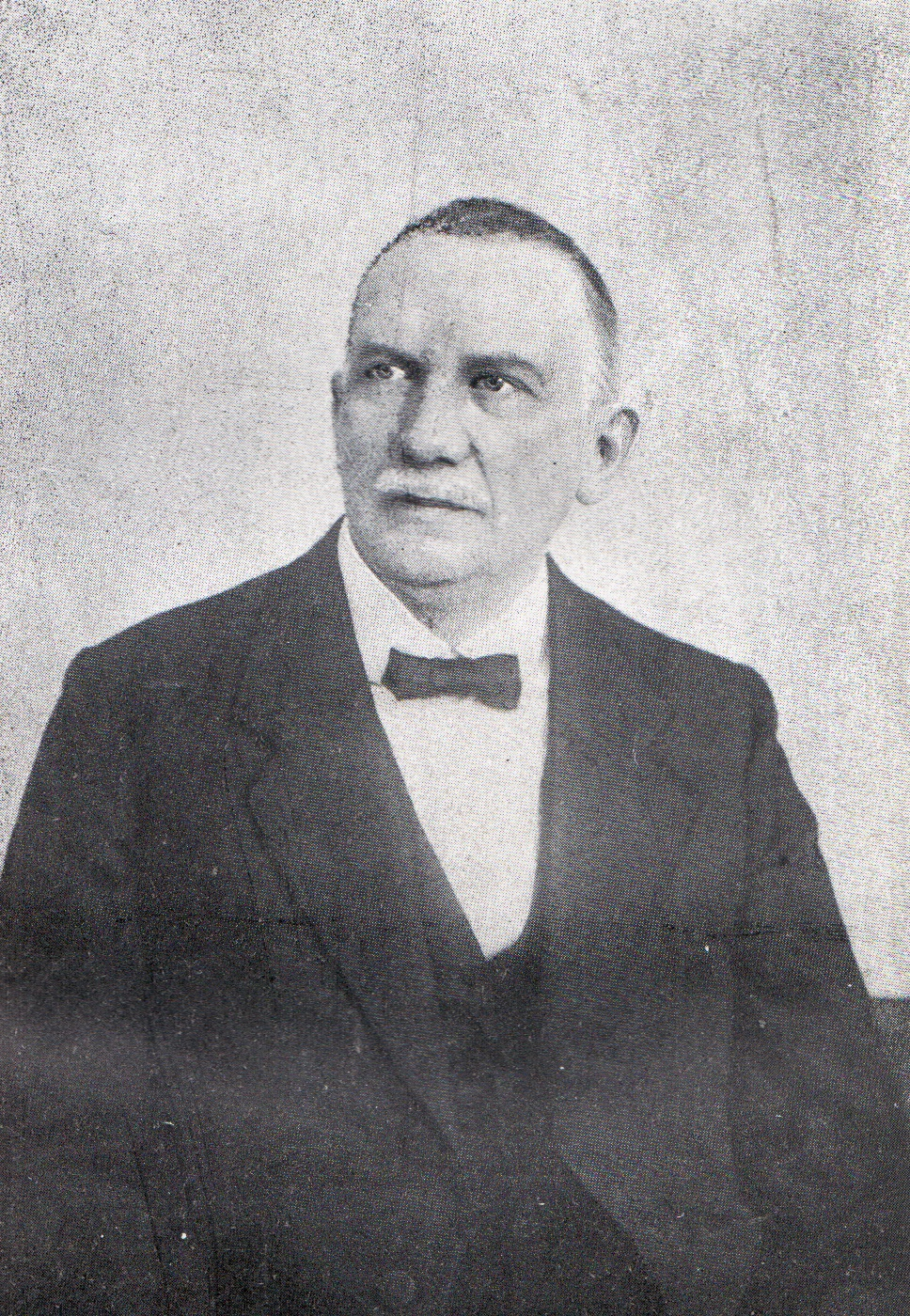
Johann Knauth

Johann Knauth, auch Johannes Knauth (* 18. Dezember 1864 in Köln; † 8. Februar 1924 in Gengenbach), war ein deutscher Architekt.
Johann Knauth wurde als Sohn von Adolph Nicolaus Knauth und Mathilde Grenel (oder Greuel) geboren. Er arbeitete unter der Leitung des Architekten Franz Schmitz am Kölner Dom. Unter seiner Leitung beteiligte er sich an der Fertigstellung des Westmassivs und dem Bau der beiden Türme, die 1880 fertig gestellt wurden. Am 13. Januar 1891 zog Knauth nach Straßburg. Er war ab 1905 Dombaumeister des Straßburger Münsters. 1909 wurde er zudem zum Konservator der geschichtlichen Denkmäler im Elsaß berufen.
Er heiratete 1892 im Elsass Mathilde Holtzmann, mit ihr hatte er zwei Kinder Jean Emile Ignace (1895) und Joseph Heinrich (1898).
Johann Knauth entwarf den Plan zur Rettung des Straßburger Münsters. Die Umsetzung dieses Plans bewahrte den Turm des Straßburger Münsters vor dem Einsturz. Die Fertigstellung erlebte er nicht mehr, da er nach Kriegsende aus dem Elsass ausgewiesen wurde und vor der Fertigstellung 1926 verstarb.